# Radiant-Bellevue
 (février 2013).
Si vous disposez d'ouvrages ou d'articles de référence ou si vous connaissez des sites web de qualité traitant du thème abordé ici, merci de compléter l'article en donnant les références utiles à sa vérifiabilité et en les liant à la section « Notes et références ».
Pour les articles homonymes, voir Radiant (homonymie).
Le Radiant-Bellevue, est un complexe culturel de la ville de Caluire-et-Cuire dans la métropole de Lyon.

## Présentation
Il est composé de deux salles :
- grande Salle Radiant : de 650 à 2 400 places ;
- petite Salle Bellevue : de 80 à 240 places.

La jauge maximale est de 2 450 places .
Le complexe possède également un atrium, une terrasse Le Belvédère, et des espaces d’accueil en intérieur et en extérieur. Il a rouvert en 2013, après d'importants travaux.
La modularité de ses salles permet d’accueillir plusieurs genres d'évènements, théâtre, concerts, récitals, etc ...
La direction et la programmation sont assurées par Victor Bosch, le créateur de la salle du Transbordeur de Villeurbanne.